# Sasunaga kala
Sasunaga kala är en fjärilsart som beskrevs av Embrik Strand 1916. Sasunaga kala ingår i släktet Sasunaga och familjen nattflyn. Inga underarter finns listade.